# Sultan Shahriar Rashid Khan
Sultan Shahriar Rashid Khan était un officier de l'armée bangladaise condamné pour l'assassinat du Sheikh Mujibur Rahman, le père fondateur et alors président du Bangladesh. Il a été exécuté par le gouvernement du Bangladesh pour son rôle dans le coup d'État,.

## Carrière
En 1973, Khan a été inspecteur en chef de l'école d'entraînement physique de l'armée de terre à Comilla. Son ami et collègue, le major Shariful Haque Dalim et son épouse, s'étaient battus avec les fils de Gazi Golam Mostafa, un homme politique de la Ligue Awami du Bangladesh. Certains officiers ont saccagé la maison de Gazi Golam, ce qui a entraîné le renvoi des officiers, dont Dalim et le major S.H.M.B. Noor Chowdhury de l'armée pour indiscipline. Khan a démissionné de l'armée pour cet incident. Il a ouvert un magasin d'électronique grand public d'occasion nommé Shery Enterprise à Dhaka.
Après sa démission, il est resté en contact avec certains de ses collègues officiers de l'armée, qu'ils soient retraités ou en service. Les officiers de l'armée ont exprimé leur mécontentement au sujet de la façon dont le Bangladesh était gouverné, du manque d'avantages pour les combattants de la liberté et du rôle du Sheikh Mujibur Rahman. Ils ont tenu un certain nombre de réunions pour discuter des moyens de changer le gouvernement. Le 14 août 1975, il a rencontré le ministre Khondaker Mostaq Ahmed, qui devait remplacer Sheikh Mujibur Rahman. Le 15 août 1975, les officiers de l'armée, dont Khan, ont lancé le coup d'État. Ils se sont divisés en équipes, l'une s'est rendue à la résidence de Sheikh Mujib, celle de Khan s'est rendue au bureau de Bangladesh Betar, une radio, à Dhaka et a pris le contrôle du système de diffusion pour contrôler le flux des informations. Le 3 novembre 1975, il a aidé à tuer quatre dirigeants nationaux du Bangladesh en prison, dont l'ancien Premier ministre Tajuddin Ahmed,. Après les assassinats, il a été nommé sous la direction du nouveau chef d'état-major de la Défense Khalilur Rahman.

## Jugement
En 2004, Khan a été condamné à la prison à vie pour son implication dans l'affaire Jail Killing Day (meurtre en prison). Le 19 novembre 2009, la Cour suprême du Bangladesh a confirmé la condamnation à mort de douze personnes pour leur rôle dans le coup d'État et l'assassinat.

## Mort et héritage
Khan a été pendu avec quatre de ses complices le 27 janvier 2010 par le gouvernement du Bangladesh. Sa fille Shehnaz Rashid Khan et le beau-frère de celle-ci, ainsi que deux autres ont été arrêtés dans une affaire de contrebande de Ya ba le 7 août 2011.